# Provincia Nevșehir
Provincia Nevșehir este o provincie a Turciei cu o suprafață de 5,467 km², localizată în partea centrală a Turciei.

## Districte
Nevșehireste divizată în 8 districte (districtul capitală este subliniat): 
- Acıgöl
- Avanos
- Derinkuyu [2]
- Gülșehir
- Hacıbektaș
- Kozaklı
- Nevșehir
- Ürgüp